# Тетракарпея
Тетракарпея тасманийская (лат. Tetracarpaea tasmannica) — единственный вид рода Тетракарпея (лат. Tetracarpaea) монотипного семейства Тетракарпеевые (лат. Tetracarpaeaceae) порядка Камнеломкоцветные (лат. Saxifragales).

## Ареал
Встречается в субальпийских районах Тасмании.

## Ботаническое описание
Тетракарпея тасманийская представляет собой прямостоячий, ветвящийся, вечнозелёный, неопушённый кустарник. Может достигать различной высоты, как правило, от 0,15 до 0,6 м, но иногда достигает высоты 1 м и ширины 0,7 м.
Форма листа может быть от эллиптической до обратноланцетовидной. Листовая пластинка длиной около 25 мм и шириной около 8 мм, а черешок длиной около 2 мм. Край листа острозубчатый или округлозубчатый. Эпидерма обеих сторон листа покрыта толстым слоем кутикулы.
Соцветия — компактные прямостоячие кисти, расположенные на концах побегов, до 5 см длиной. Цветение осенью. Цветки двуполые, актиноморфные, шириной 5-10 мм. Чашелистиков 4. Лепестков также 4, они белые и имеют лопатовидную форму.
Тычинок 4 или 8. Если их 4, то они располагаются на той же окружности, что и чашелистики супротивно им. Пыльники прикреплены у основания.
Завязь верхняя и состоит из 4 плодолистиков, больших по размеру остальной части цветка. Плодолистики обычно раздельные, но иногда случается так, что 2 или 3 из них срастаются у основания или, реже, на половину своей длины. Они прямостоячие, шов проходит по брюшной стороне столбика. Плацента проходит с двух сторон от шва и несёт 1-3 ряда крошечных многочисленных яйцеклеток. Эти яйцеклетки могут иметь как один слой оболочки, так и 2. После цветения завязь в размерах практически не увеличивается.
Плод состоит из 4 листовок, соединённых у основания.

## Родственные связи
Название Tetracarpaea, данное Уильямом Джексоном Гукером в 1840 году, указывает на 4 заметных раздельных плодолистика. В то время Гукер писал:

Этот красивый кустарник является совершенно новым для меня: хотя он сильно отличается такими чертами, как листья и плодоношение, от порядка Cunoniaceae, я думаю, что его можно отнести именно к нему. 4 плодолистика, давшие ему родовое название, являются абсолютно свободными друг от друга даже на самых ранних этапах развития завязи.— Уильям Джексон Гукер
Гукер не использовал современную таксономическую номенклатуру. Он отнёс тетракарпею к тому, что потом стали называть семейством Кунониевые (лат. Cunoniaceae). С того времени и до конца XX века большая часть авторов относила этот род к одному из семейств Кунониевые (лат. Cunoniaceae), Эскаллониевые (лат. Escalloniaceae) или Камнеломковые (лат. Saxifragaceae). Тогда эти семейства считались родственными, но в наше время их относят к разным порядкам.
Семейство кунониевые относится к порядку Кисличноцветные (лат. Oxalidales). Эскаллониевые ещё более отстоят от тетракарпеи, являясь членом группы астерид (Asterids), называемой кампанулиды (campanulids). В системе APG III оно относится к монотипному порядку Эскаллониецветные (лат. Escalloniales). Филогенетический анализ ДНК поместил тетракарпею в порядок Камнеломкоцветные (лат. Saxifragales), но не к семейству камнеломковые, которое в данный момент определяется значительно более узко, чем до 2001 года.

## История
После того, как Гукер назвал новый род Tetracarpaea и поместил его в Cunoniaceae, такая классификация была поддержана Джорджем Бентамом, который отнёс тетракарпею к тому же семейству. Бентам ошибочно приписал название к «Hook.f.» (англ. Joseph Dalton Hooker), и эта ошибка воспроизводится и сегодня. В 1865 году Гукер и Бентам перенесли тетракарпею из кунониевых к эскаллониевым.
Адольф Энглер поместил тетракарпею в семейство камнеломковые, однако он определял его настолько широко, что нынешнее семейство эскаллониевые входило туда в ранге подсемейства. Сперва он включил тетракарпею в подсемейство Escallonioideae, позднее выделил в собственное подсемейство.
В 1943 году Такэносин Накаи выделил тетракарпею в самостоятельное семейство Тетракарпеевые. Таким образом, он был первым, кто употребил название Tetracarpaeaceae. Джон Хатчинсон не последовал этому выделению и отнёс этот род к эскаллониевым.
Артур Кронквист отнёс тетракарпею к семейству Крыжовниковые (лат. Grossulariaceae). По современным представлениям это семейство включает лишь один род Смородина (лат. Ribes) и является родственным камнеломковым. Армен Тахтаджян в разные годы включал тетракарпею то в эскаллониевые, то в тетракарпеевые. Позднее, в 2009 году, он поместил её в тетракарпеевые.
В 1988 году Matthew H. Hils и др. провели детальное исследование анатомии древесины и листьев тетракарпеи. Они пришли к заключению, что тетракарпея значительно ближе стоит к камнеломковым, чем к эскаллониевым.
Первые молекулярные филогенетические исследования порядка камнеломкоцветные дали неубедительные результаты, поскольку находили лишь слабую статистическую поддержку. В 2008 году, сравнивая последовательности ДНК в повторяющихся участках генома хлоропластов, Shuguang Jian и др. определили положение тетракарпеи в порядке камнеломкоцветные. В настоящий момент, согласно системе APG III, тетракарпея является единственным представителем семейства тетракарпеевые этого порядка.